# Merrigum
Merrigum – miasto w Australii, w stanie Wiktoria.